# C4H8N6
化学式C4H8N6的化合物（摩尔质量：140.15 g/mol）可以指：
- 四氨基嘧啶（葡萄牙語：2,4,5,6-Tetra-aminopirimidina），CAS号：1004-74-6 ，盐酸盐CAS号：5392-28-9
- 1,4-二叠氮基丁烷CAS号：24345-72-0
- 甲基三聚氰胺CAS号：13452-77-2

|  | 这个同类索引页列出了具有相同分子式的化学物（即同分異構體）条目。 除非您是有意链接至本页，否则应将相应条目的内部链接指向正确的条目。 |